# Moritz Heinrich Romberg

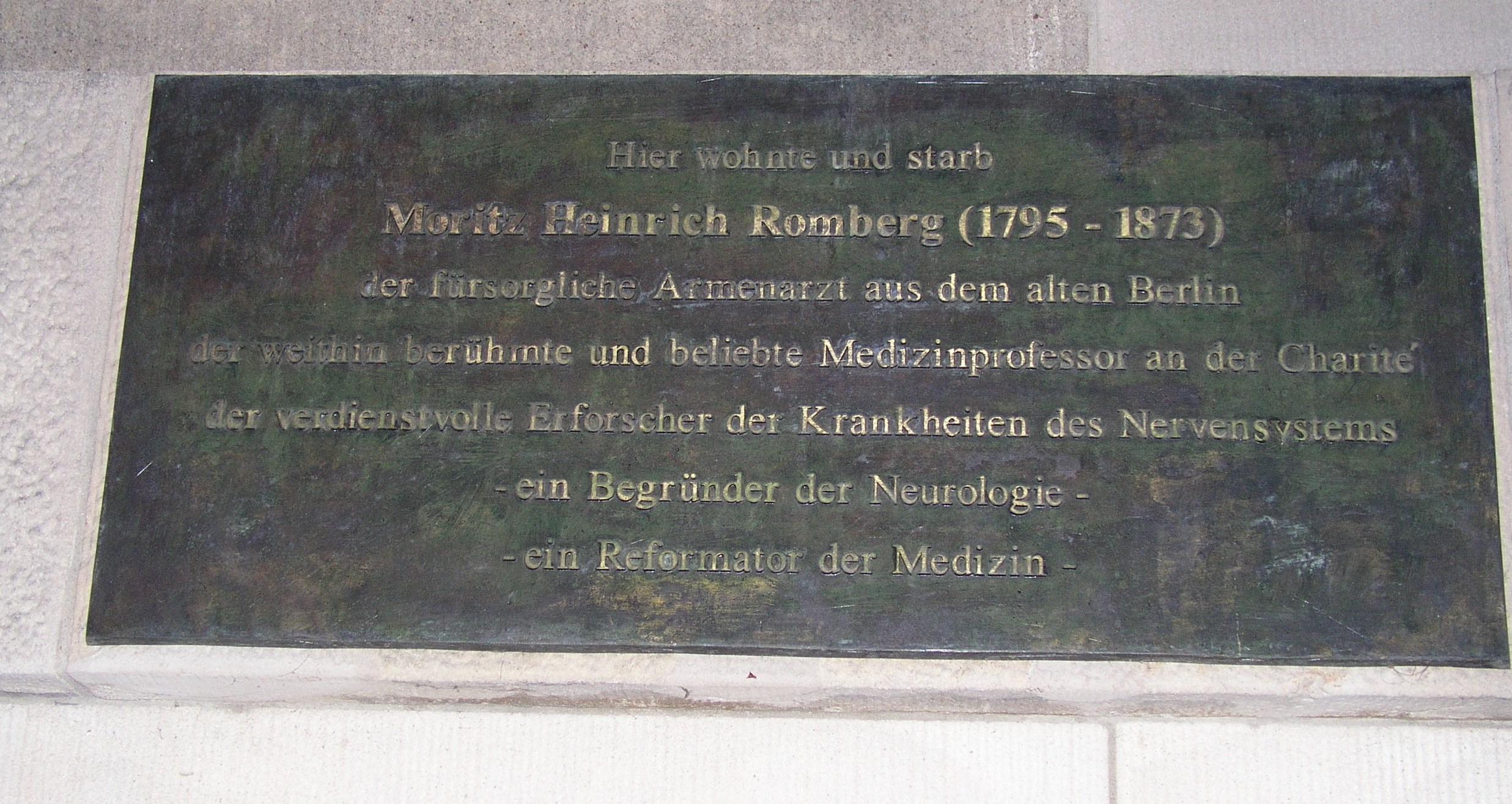
Tablica pamiątkowa na domu Romberga w Berlinie

Moritz Heinrich Romberg (ur. 11 listopada 1795 w Meiningen, zm. 16 czerwca 1873 w Berlinie) – niemiecki lekarz neurolog. Autor klasycznego podręcznika wydawanego w latach 1840-1846.

## Życiorys
Przez wiele lat praktykował w Berlinie-Mitte, był znany jako lekarz ubogich (Armenarzt).
Badając pacjentów z wiądem rdzenia (tabes dorsalis) opisał objaw znany do dziś jako objaw Romberga.
Jego pacjentem był m.in. Fiodor Dostojewski. Romberg konsultował przypadek jego padaczki w 1863 roku.

## Prace
- De rachitide congenita. Berlin: Carl August Platen, 1817
- Commentationes quaedem de cerebri haemorrhagia. Berlin, 1830
- Bemerkungen über die asiatische Cholera. Berlin, 1832
- Bericht über die Choleraepidemia des Jahres 1837. Berlin, 1837
- Lehrbuch der Nervenkrankheiten des Menschen. Berlin: Duncker, 1840-1846
- Neuralgiae nervi quinti specimen. Berlin: Duncker, 1840.
- Bell's physiologische und pathologische Untersuchungen des Nervensystems. Berlin, 1832, 1836
- De paralysi respiratoria. Berlin, 1845
- Klinische Ergebnisse. Berlin: Förstner, 1846
- Klinische Wahrbehmungen und Beobachtungen. Berlin, 1851